# Řád německých rytířů
Řád německých rytířů, celým názvem Řád bratří německého domu Panny Marie v Jeruzalémě (latinsky Ordo domus Sanctæ Mariæ Theutonicorum Hierosolymitanorum nebo Ordo fratrum domus hospitalis Sanctæ Mariæ Theutonicorum Hierosolymitanorum, německy Orden der Brüder vom Deutschen Haus der Heiligen Maria in Jerusalem) je jeden z nejstarších duchovních rytířských řádů římskokatolické církve.
Řád vznikl ve 12. století v Jeruzalémském království na území pozdější Palestiny. Byl jedním z největších a nejmocnějších křesťanských rytířských řádů středověku. Jeho moc a územní rozšíření je srovnatelná jen s maltézskými rytíři (johanity) nebo se zaniklými templáři. Řád německých rytířů se podílel na křížových taženích do Svaté země, ale svou význačnou roli sehrál teprve až v severovýchodní Evropě, obzvláště na území zaniklého Východního Pruska a v oblasti Pobaltí, kde vytvořil stát Řádu německých rytířů.
Velmistr řádu dnes sídlí ve Vídni, stejně jako generální rada a archiv. V Římě sídlí tzv. generální prokurátor, který zastupuje řád před Svatým stolcem. Řád má mužskou i ženskou větev a oficiálně působí v Rakousku, Itálii, Česku, Slovensku, Slovinsku, Německu a Belgii. V Nizozemsku němečtí rytíři Utrechtské bailivy přijali v 17. století reformaci a stali se samostatným protestantským řádem, který je nejstarší charitativní organizací v Nizozemsku.
Úřední název současného řádu je v češtině Řád bratří a sester německého Domu panny Marie v Jeruzalémě, zkráceně Německý řád. V němčině se řád oficiálně nazývá Haus der Ritter des Hospitals Sankt Marien der Deutschen zu Jerusalem. Používá se však celá řada zkrácených názvů: Deutscher Orden, Deutschherrenorden, Deutscher Ritterorden či Deutschritterorden. Latinský krátký název zní Ordo Theutonicus. Za zmínku stojí také polská pojmenování Zakon krzyżacki či Zakon niemiecki.

## Historie rytířského řádu do roku 1525

### Vznik

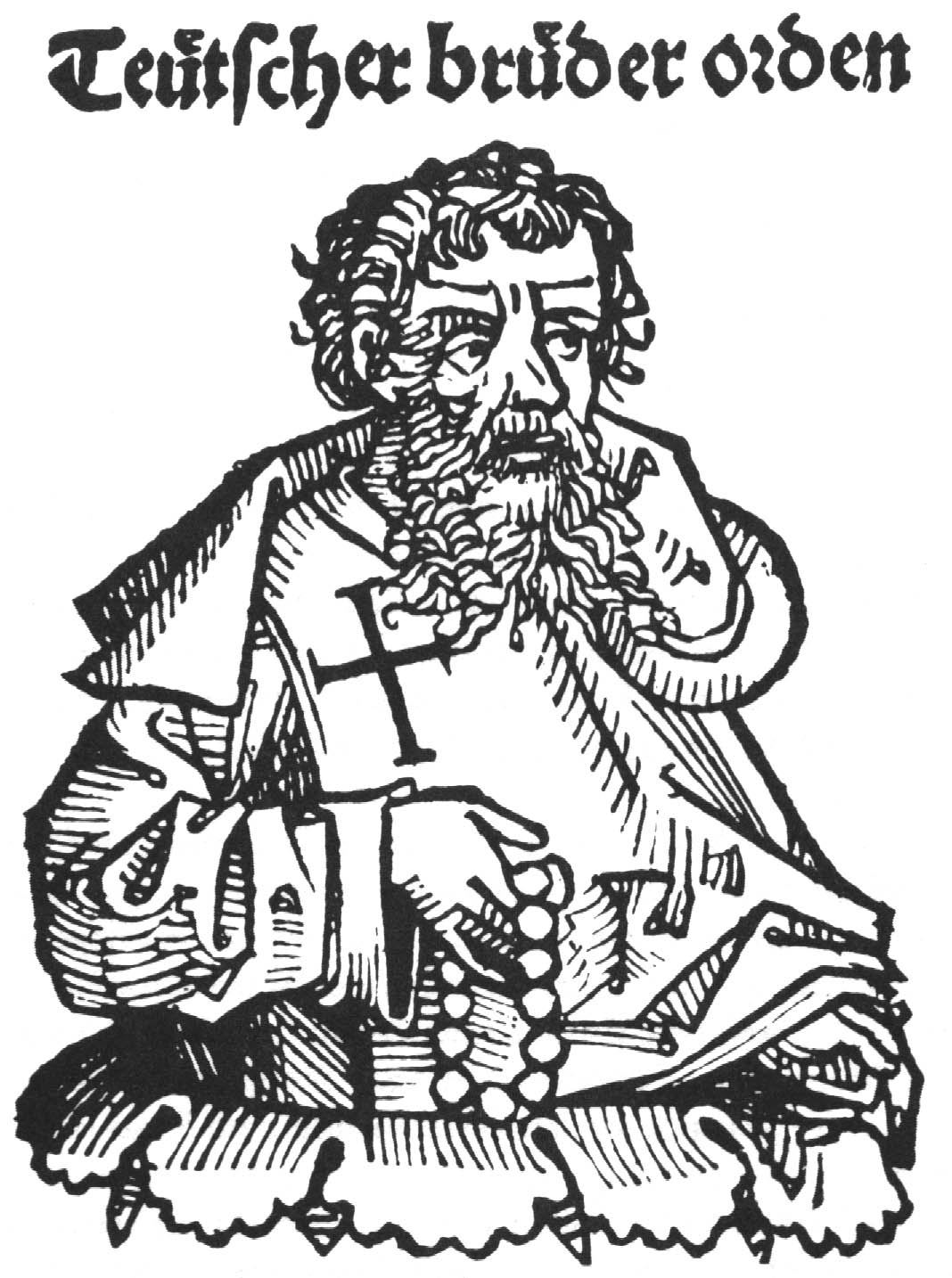
Německý rytíř

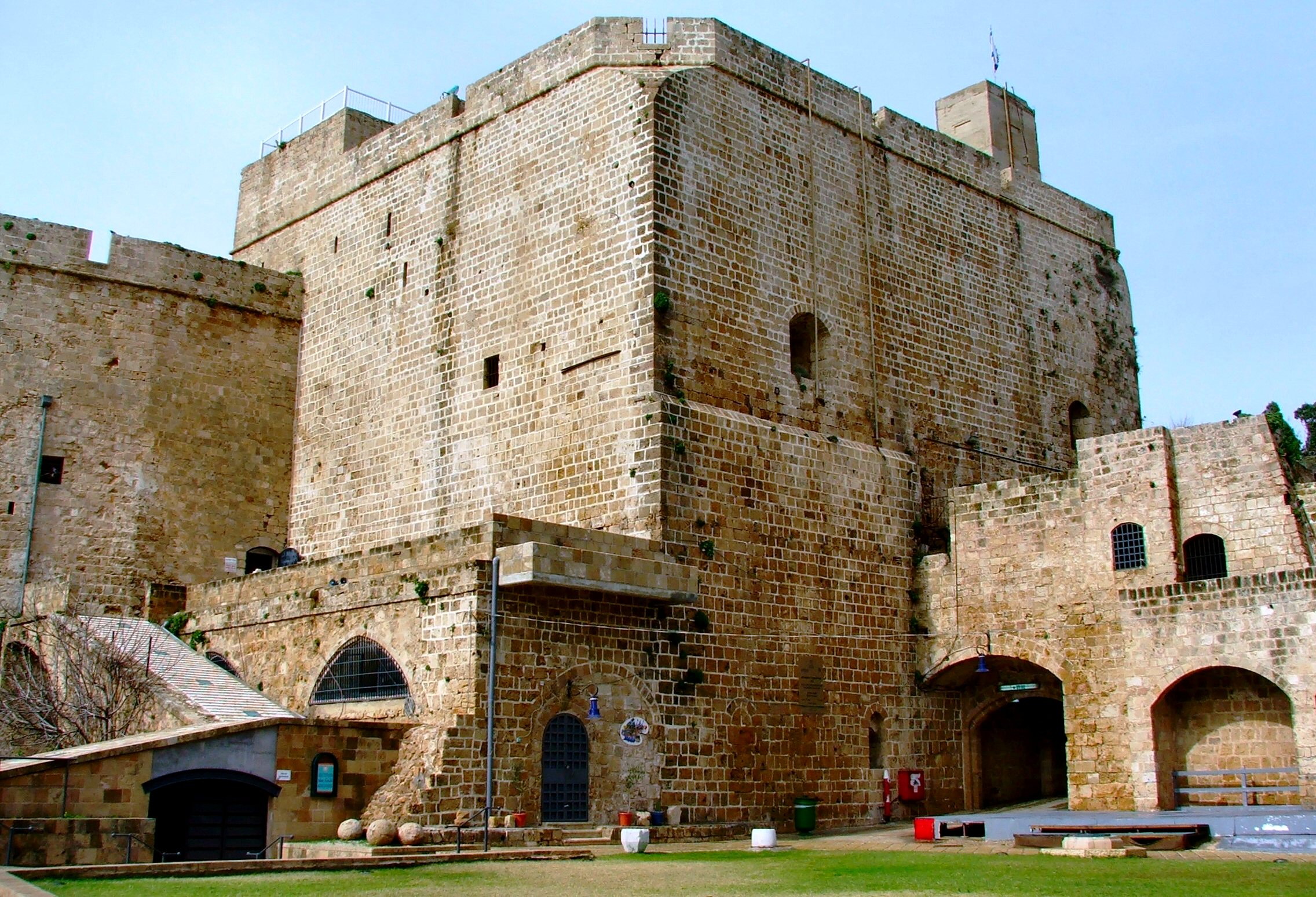
Věž pevnosti řádu v Akkonu

Umístění německých rytířů v Akkonu s templáři a johanity

Řád německých rytířů byl původně špitálním bratrstvem pečujícím o nemocné. Jeho historie začala roku 1190 v Levantě známé jako Zámoří (Outremer). Během obléhání Akkonu (Acre) za třetí křížové výpravy založili brémští a lübečtí kupci působící v rámci řádu johanitů, polní lazaret pro poutníky do Svaté země. Roku 1199 pověřil papež Inocenc III. bratry, kteří se o nemocnici starali, bojem proti pohanům. Lazaretní bratrstvo se postupně přeměnilo na samostatný rytířský řád, jenž začal sdružovat rytíře z německých zemí, kteří dosud působili v řadách frankofonních johanitů. Podíl německých křižáků se rozrůstal v souvislosti s účastí Svaté říše římské na kruciátách a s nimi se rozrůstala také členská základna německých rytířů a řád bohatl. Prvním sídlem řádu se stalo Akko.

### Řád v Sedmihradsku
Počátkem 13. století byla křižácká panství v Palestině již velmi omezena a poměr sil zde byl již značně vychýlen ve prospěch starších rytířských řádů, zejména konkurenčních templářů a johanitů, proto se řád snažil najít nové působiště v Evropě. Krátkou dobu působil v Benátkách a roku 1211 je uherský král Ondřej II. Uherský pozval do Sedmihradska. Úkolem rytířů tu bylo bránit východní hranice uherského království před vpády kočovníků a šířit v zakarpatských oblastech křesťanství a uherskou svrchovanost před pohanskými Kumány. Řád ve snaze zajistit si postavení v Evropě usiloval s pomocí papežské kurie o vynětí svěřeného mu území z moci krále. Ondřej II. ho proto roku 1225 vyhnal ze země.

### Řád v Pobaltí

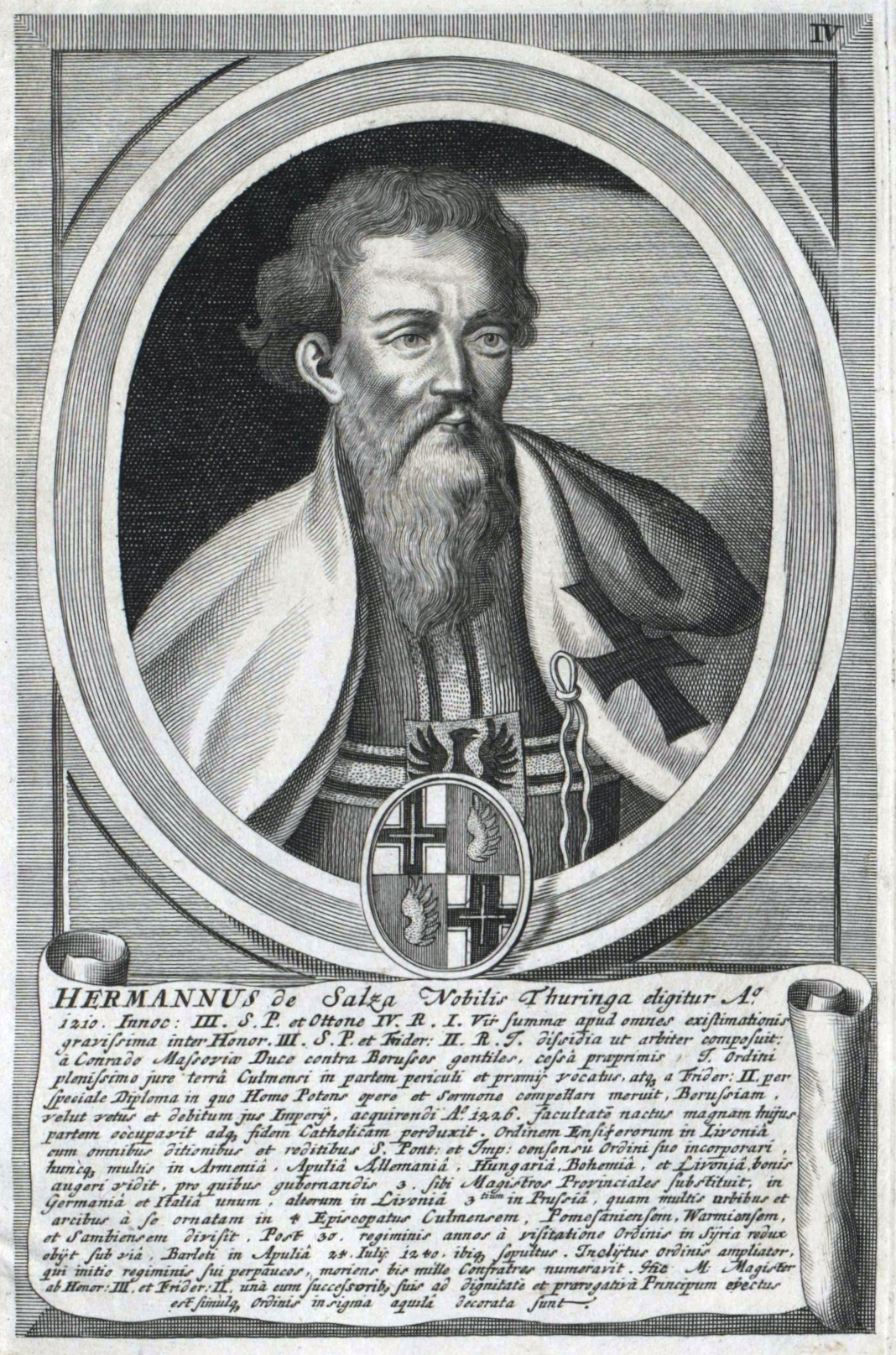
Heřman ze Salzy, čtvrtý velmistr řádu od neznámého umělce

Na přelomu let 1225/1226 pozval mazovský kníže Konrád I. řádové rytíře do Polska a nabídl jim odměnou za ochranu prusko-mazovského pohraničí državu chełmiňské země, ale s podmínkou zachování knížecí svrchovanosti nad tímto územím. Vzhledem k předchozím zkušenostem s německými rytíři v Sedmihradsku to byl neprozřetelný čin, avšak Konrád byl rozhodnut získat pomoc řádu na obranu území, které se mu nedařilo ochránit před nájezdy pobaltských kmenů, zejména Prusů. Konrádovi hrála do karet skutečnost, že baltští Prusové dosud nepřijali křesťanství a při svých agresivních nájezdech nebrali ohledy ani na kostely a kláštery. Konrád se dříve snažil tento problém vyřešit podporou formování zbrusu nové rytířské organizace s tímto úkolem – dobřínských rytířů, ale úspěšnost tohoto řádu byla zanedbatelná. Oproti tomu němečtí rytíři, již zavedení, početní a zkušení z válek ve Svaté zemi a Sedmihradsku, byli pro tento nelehký úkol připraveni. Následně Konrád stvrdil řádu držbu pohraničních území včetně těch, která měla být dobyta na Prusích jako válečná kořist. Římský císař Fridrich II. v tzv. Zlaté bule z Rimini (1226) udělil německým rytířům právo si pro sebe uzurpovat východní země (mimo jiné udělil velmistrům řádu používat i zlatě zdobený kříž s erbem říšského orla uprostřed, který řád používá dodnes). Roku 1234 papež Řehoř IX. přiznal řádu svrchovanost na územích Konráda Mazovského, pravost rukopisu však polští historici od roku 1918 zpochybňují (tzv. krušvický falsifikát, polsky: przywilej kruszwicki). Roku 1235 přešla do řádu většina dobřínských rytířů. 

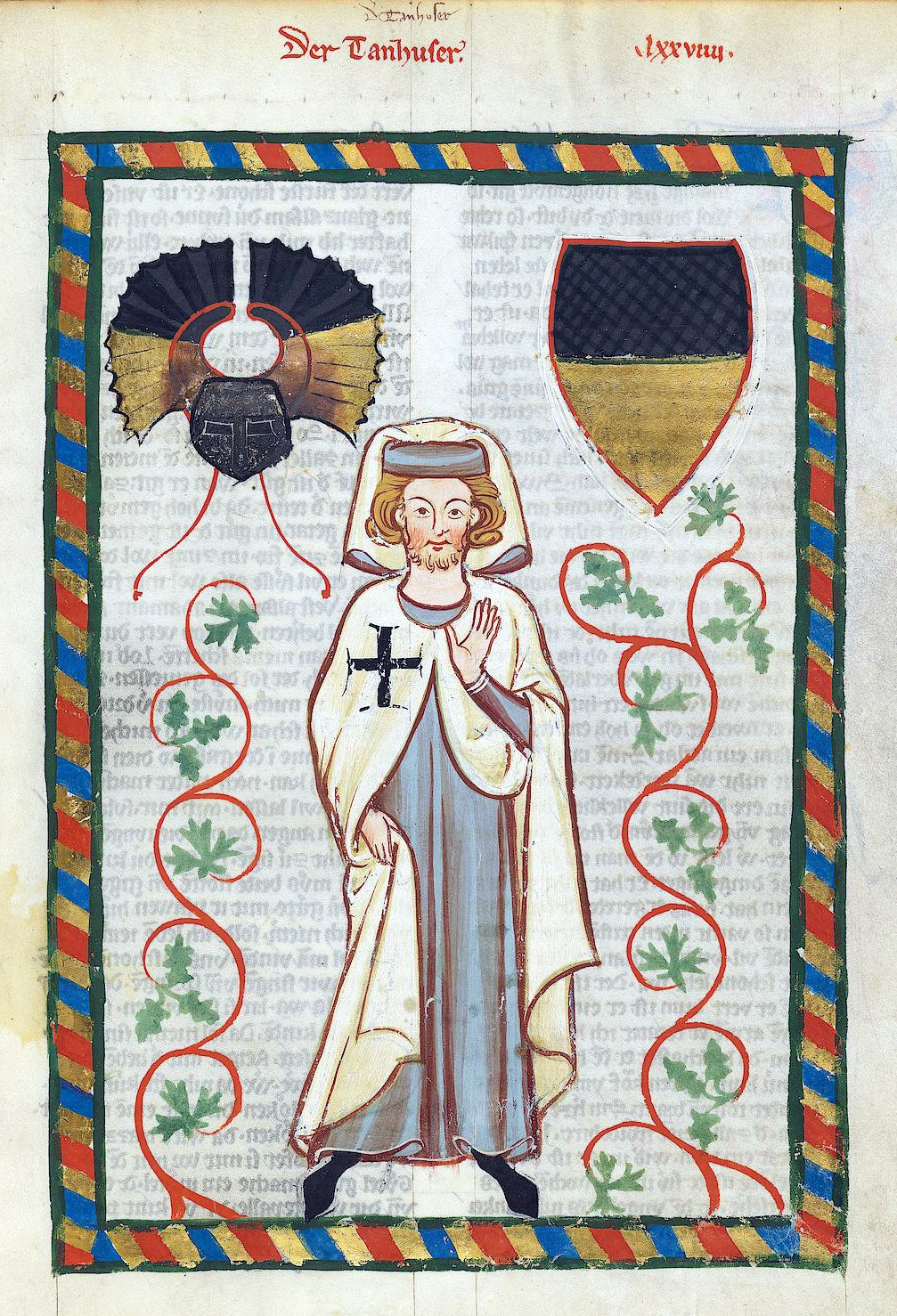
Německý rytíř a minnesänger Tannhäuser v řádovém oděvu, Codex Manesse

Prusko té doby byla převážně zalesněná a bažinatá země, obývaná roztroušenými a politicky nejednotnými baltskými kmeny, ale nacházející se v přínosné blízkosti Baltského moře a jeho obchodních tras. Nikdo netušil, že se z nevýrazné vojenské organizace stane v průběhu několika let významná a vlivná vojenská a politická síla, která bude soupeřit i s okolními královstvími. Po sloučení německých rytířů s Řádem mečových rytířů, který působil ve východním Pobaltí, se Prusové ocitli v kleštích a byli do roku 1283 podmaněni, třebaže kladli silný odpor (ještě roku 1283 se Prusové vzmohli na mohutné povstání, které bylo tvrdě potlačeno), též částečně podporovaný a iniciovaný sousedním Pomořanskem s úmyslem ochromit vzmáhající se řád.

### Stát Řádu německých rytířů
Na území Pruska vznikl mocný, dobře organizovaný a hospodářsky prosperující stát Německého řádu (německy Staat des Deutschen Ordens), někdy nepřesně „Pruský řádový stát“ (dle jména země, kde vznikl). Druhý řádový státní útvar („Mariina země“) vybudovali na území dnešního Lotyšska a Estonska livonští mečoví rytíři, kteří se od roku 1237 sloučili s rytíři německými a stali se autonomní větví řádu. Němečtí rytíři a jejich livonská větev počali budovat na dobytém území rozvinutou infrastrukturu s dominantní sítí vojenských sídel a hradů, které byly netradičně budovány z pálených cihel. Ve snaze donutit místní porobené obyvatelstvo přijmout křest a nový způsob života (což se dařilo jen stěží), přivedl řád na své území mnoho německých osadníků a Pobaltí bylo postupně germanizováno (tím rovněž byly položeny i základy pro zrod budoucího německého státu v Prusku), původní pobaltské obyvatelstvo bylo takto kompletně asimilováno a jeho kultura i jazyk zanikly. Jak naznačují štědré výnosy i podpora evropských panovníků, řád se těšil z podpory Západu a tedy i neustálého přísunu dobrovolníků. Do jeho řad nepřicházeli pouze Němci a rytíři-šlechtici, ale prakticky kdokoli, kdo pocházel z německých zemí nebo zvládal německý jazyk. V řádu bylo možné sloužit také jen dočasně (jako „host“ řádu), což bylo pro mnohé západní šlechtice vítanou příležitostí, kterak získat bojové zkušenosti a třeba i majetek v podobě válečné kořisti.

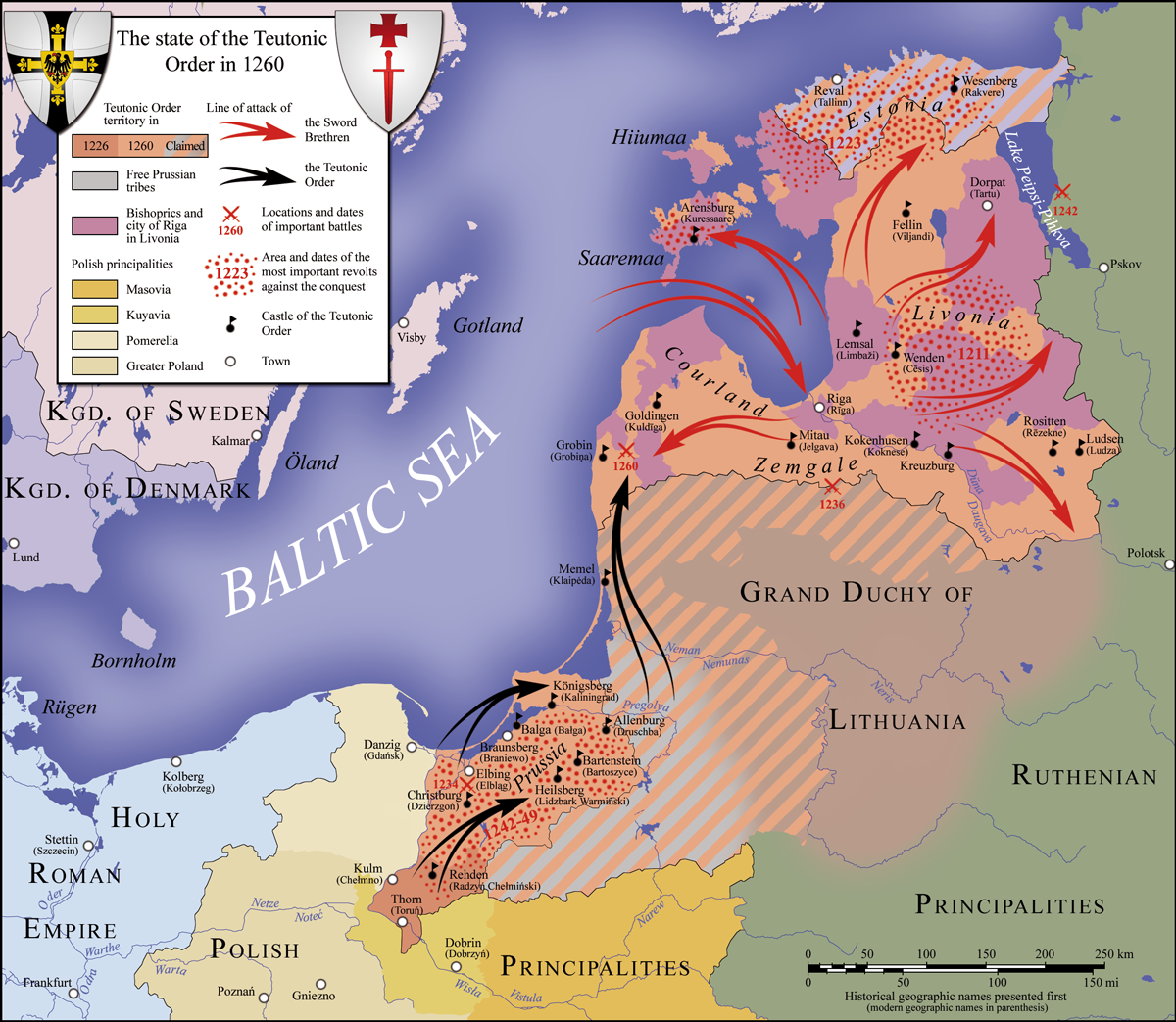
Křižácké řádové státy v roce 1260 s vojenskými taženími obou rytířských řádů

Po dobytí pruského a pomořanského území se agrese řádu obrátila proti pohanské Litvě a pravoslavným ruským knížectvím, jejichž obyvatelé byli považováni z katolického hlediska za heretiky či schizmatiky, později také proti katolickému Polsku, které udržovalo blízké spojenectví s Litvou. Roku 1240 zaútočili livonští řádoví rytíři v koordinaci se švédskými vojsky, která se vylodila v ústí Něvy, na severovýchodní Rus. Poté, co se zmocnili pevnosti Izborsk, jim otevřelo svoje brány důležité obchodní středisko Pskov, neboť vládnoucí bojaři byli ochotni uznat svrchovanost řádu (Pskov byl součástí novgorodské země). Rytíři odsud podnikali další výpravy, na nichž se nebezpečně blížili k Novgorodu. Novgorodský kníže Alexandr Něvský, který porazil ještě roku 1240 Švédy na Něvě, vyrazil urychleně na sever, dobyl tu křižáckou pevnost Koporje, nechal ji rozbořit (1241) a poté vyhnal řádovou posádku z Pskova. Křižácké vojsko, které mělo vtrhnout na novgorodskou půdu severně od Čudského jezera, zastavil Alexandr na jaře roku 1242 v tzv. „ledové“ bitvě, která se odehrála na zamrzlé jezerní ploše. Tato bitva ukončila s definitivní platností pokusy livonských rytířů proniknout na východ a německou východní expanzi ve středověku vůbec.
Český král Přemysl Otakar II. se v letech 1254–55 vydal poprvé na výpravu na Litvu (spolu s ním se vydalo i mnoho členů české vysoké šlechty). Tato výprava sice nebyla příliš úspěšná, ale v jejím důsledku byl křižáky založen hrad, pojmenovaný na Přemyslovu počest Königsberg (Královec) – město okolo něj později vyrostlé se nakonec stalo největším městem celého řádového Pruska.

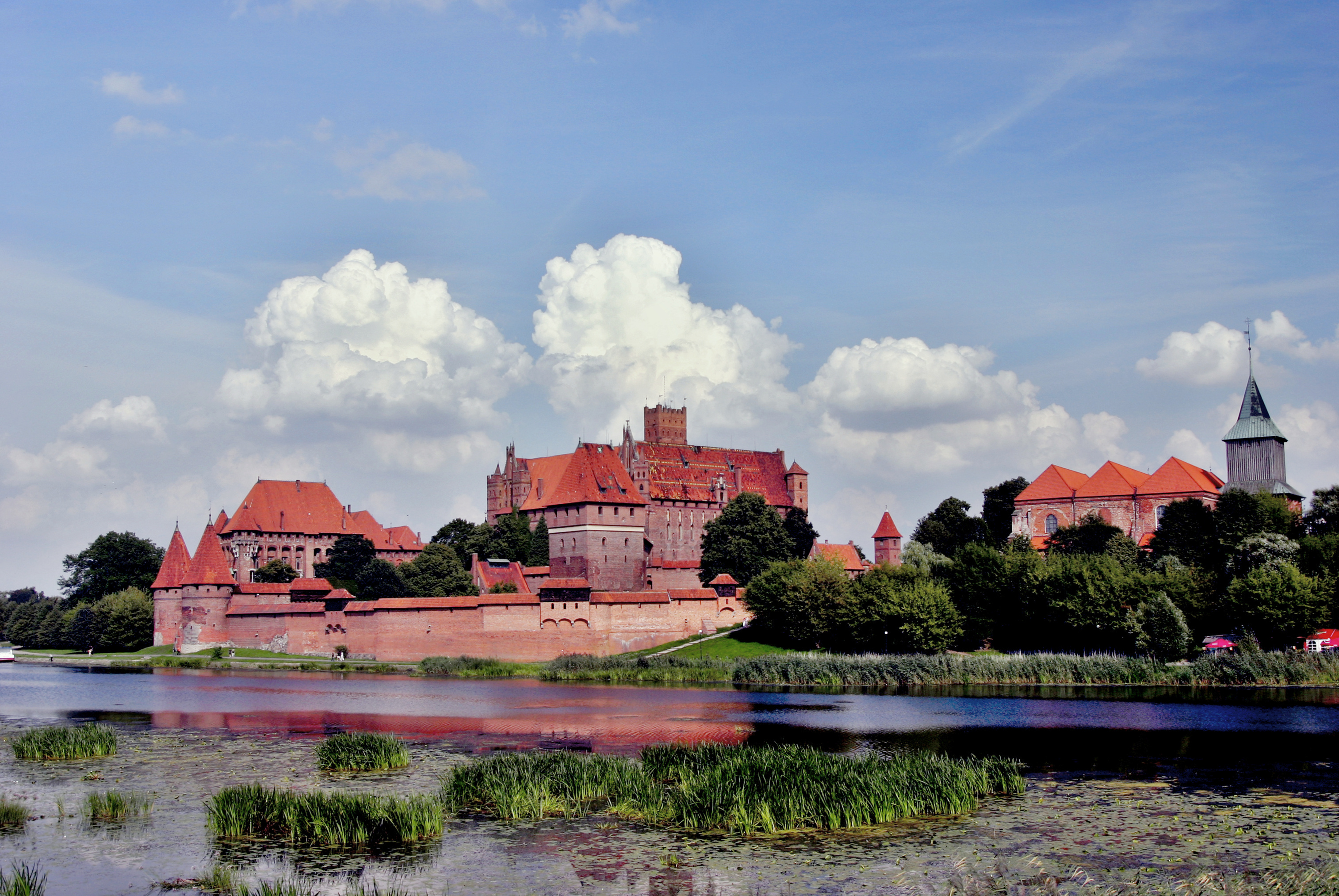
Hrad Malbork (německy Marienburg)

Působiště německých rytířů se ve 13. století plně přesunulo do východního Pobaltí, kde řád postupně založil větší počet hradů a měst. Kolem roku 1274 byl vybudován hrad Marienburg (dnes Malbork v Polsku), v jehož podhradí vznikla osada, která brzy získala městská práva. Roku 1309 se Marienburg stal sídlem velmistra řádu. V témže roce řád obsadil Východní Pomoří, čímž se dostal do konfliktu s Polskem. Spor se v roce 1321 dostal až k papežskému soudu, který řád prohrál, ale území Polsku nevrátil. Úplatkem řád přesvědčil francouzského krále, aby vymohl na papeži zrušení rozsudku. S ohledem na to, že v té době papež byl v tzv. avignonském zajetí, tak ustoupil a rozsudek zrušil. V roce 1330 řád (ve spojenectví s českým králem Janem Lucemburským) zaútočil na Polsko, kde pustošil Kujavy a Velkopolsko. Na podzim 1331 byla řádová vojska zastavena starým králem Vladislavem Lokýtkem v bitvě u Płowců. Ačkoliv bitva sama dopadla v podstatě nerozhodně, přesto z delšího hlediska znamenala první polské vítězství nad řádem a přispěla k růstu jeho sebevědomí – od těchto událostí se jedním z hlavních politických cílů Polska stalo zničení řádu v Prusku.
Velký zájem projevoval Řád německých rytířů o Žmuď (Žemaitsko), území litevských Žemaitů, které bylo vklíněno mezi území obou řádových států. V polovině 13. století ovládl část Žmudi první známější představitel litevského státu, kníže Mindaugas (Mendoveg). Když se však proti němu začala formovat koalice řádu německých rytířů, podmaněných žemaitských knížat a Jatvingů, souhlasil Mindaugas s přijetím křesťanství a odstoupením Žmudi řádu německých rytířů. Jakmile se však řád pokusil převzít Žmuď do své moci, utrpěl roku 1260 těžkou porážku u Durbeského jezera. Mindaugas svoje kontakty s německými rytíři přerušil, vrátil se k pohanským kultům, ale o ovládnutí Žmudi se již nepokoušel. Ta se později stala objektem soustředěné křižácké expanze. Z jedné strany na ni útočili řádoví rytíři z Prus, z druhé strany livonská větev řádu, která právě opanovala území Zemgalů a Sélů.

### Rozmach řádu

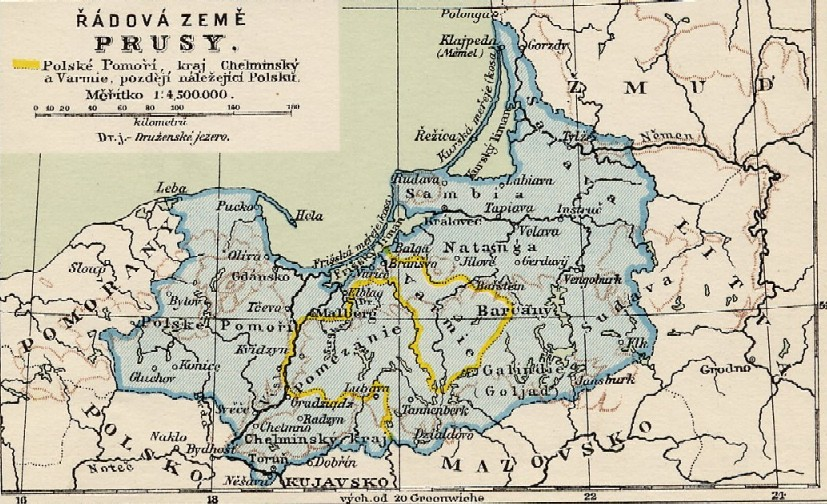
Tzv. „„Řádová země Prusy“ kolem roku 1350 na mapě z publikace Historicko-zeměpisný atlas školní starého, středního a nového věku (asi 1923)

Největšího rozmachu se řád dočkal za velmistra Winricha von Kniprode v letech 1351–1382, poté však začaly jeho pozice slábnout. Roku 1386 došlo v důsledku uzavření smlouvy v Krevě k vytvoření personální unie Polska a Litvy a k christianizaci Litevců. Jedním z důvodů bylo spojenectví proti řádu, kromě toho němečtí rytíři nyní ztratili ideologický důvod k agresi na litevské území. Situace zneužil bratranec polského krále a litevského velkoknížete Vladislava II. Jagella Vytautas a uzavřel roku 1398 na ostrově Salinu tajnou smlouvu s řádem. Jejím cílem bylo osamostatnění Litvy. Za to se musel vzdát Žmudi ve prospěch řádu. Paktování se s řádem proti příbuzným nebylo v litevské vládnoucí dynastii Jagellonců během bojů o moc ničím neobvyklým. Krátce nato zahájili křižáci dobývání Žmudi. V zemi však vypuklo roku 1401 proti dobyvatelům povstání, které podpořil a možná i inspiroval Vytautas. Na podzim se rozhořela válka mezi řádem a Litvou, v níž nebyla litevská strana navzdory polské pomoci úspěšná. Do konfliktu se vmísil římský papež Bonifác IX. a zprostředkoval roku 1404 uzavření míru, jímž byla Žmuď přiřčena řádu.

### Porážka a úpadek

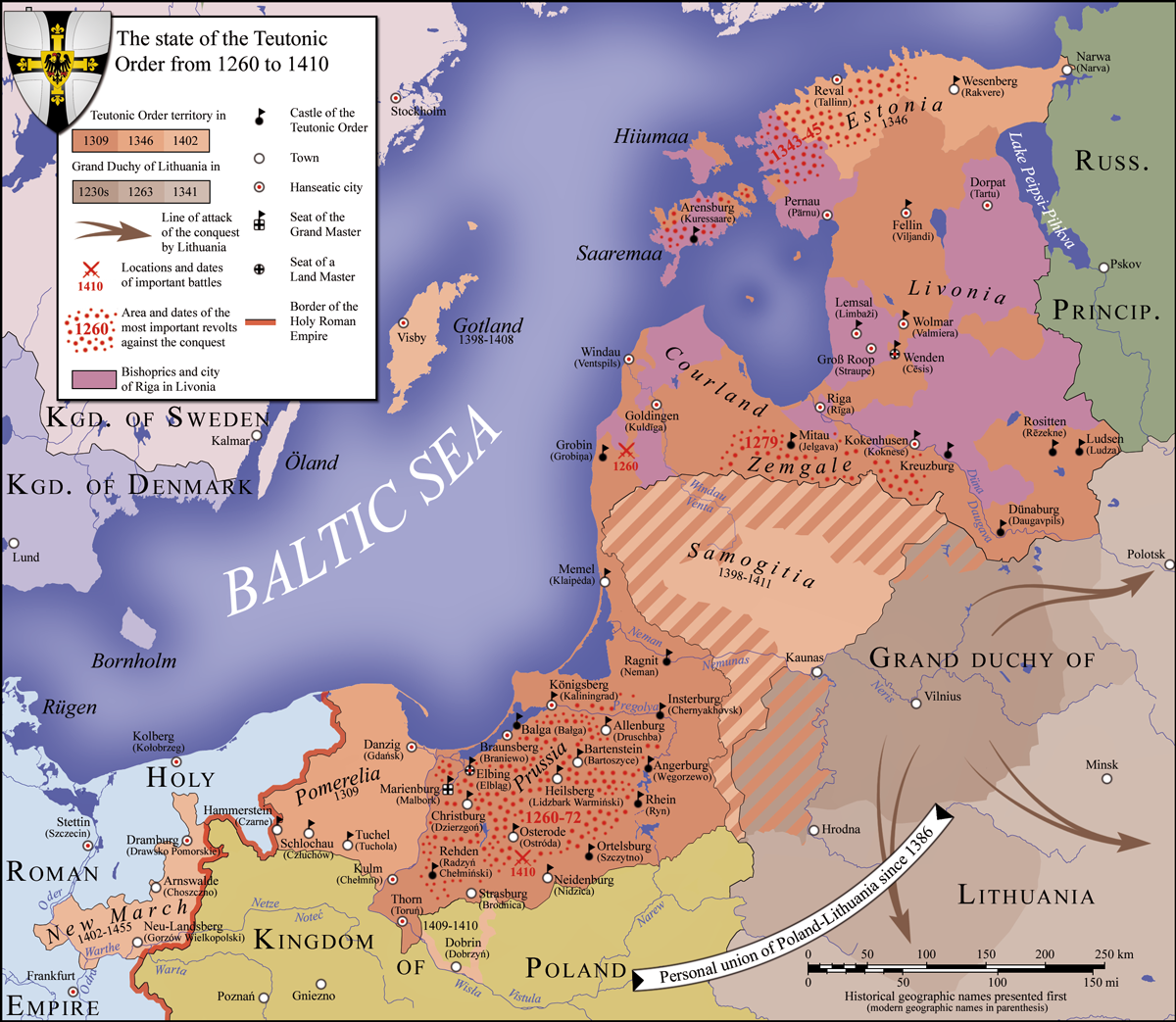
Řádový stát v roce 1410 a jeho expanze

Obraz Grinswald od Jana Matejky

Roku 1409 vypuklo na Žmudi další rozsáhlé povstání proti řádu, které se Vytautas opět rozhodl podpořit. Řád doufal, že v konfliktu, který byl nevyhnutelný, zachová Polsko neutralitu, ale Jagiello vstoupil do tzv. velké války po boku Litvy. Boje probíhaly na polském a pruském území a vyvrcholily 15. července 1410 katastrofální porážkou řádu u Grunwaldu (Tannenbergu, litevsky Žalgiris). Bitvy se zúčastnily obrovské vojenské kontingenty nejen z účastnických zemí, ale také žoldnéři z Německa, Švýcarska, Slezska a Lužice, kteří pomáhali řádu, zatímco v polsko-litevském vojsku, vedeném Jagellem osobně, bojovali Tataři a pomocný oddíl z moldavského knížectví, vazalsky závislého na Polsku. Češi a Moravané se bitvy zúčastnili na obou stranách. Valná většina řádových rytířů včetně velmistra Ulricha von Jungingen našla v bitvě smrt. Poté vstoupili do války také livonští rytíři. Příznivou okolností pro řád německých rytířů byly značné rozpory, které existovaly mezi jeho protivníky. Počátkem roku 1411 byl uzavřen první toruňský mír. Řád se musel vzdát Žmudi, která se tak stala součástí litevského velkoknížectví, a Dobřínska, jež získalo Polsko. Kromě toho musel polské straně zaplatit vysoké kontribuce jako výkupné za zajaté členy řádu.
Další porážka čekala slábnoucí řád v třináctileté válce s pruskými městy a Polskem, která probíhala v letech 1454–1466. Poté byl uzavřen tzv. druhý toruňský mír, podle jehož ustanovení Polsku připadly tzv. Prusy královské (Východní Pomoří nebo pozdější Západní Prusko) s Marienburgem, který byl dosud sídelním městem velmistra řádu, Gdaňskem, Toruní a Elblagem. Hlavním městem zbývajícího řádového území, tzv. Prus křižáckých, a sídlem velmistra se poté stal Königsberg (česky Královec), město založené českým králem Přemyslem Otakarem II. Samotný řádový stát se stal formálně polským lénem. Na počátku 16. století došlo k další roztržce mezi řádem a Polskem. Nový velmistr řádu Fridrich von Wettin odmítl složit vazalskou přísahu polskému králi. Nová válka nevypukla jedině díky změnám na polském trůně a následné smrti velmistra. Poslední velmistr řádu Albrecht Braniborský přijal roku 1525 luteránskou reformaci a prohlásil se za světského vládce dosud řádového území. Albrecht jako vládce tzv. Prus knížecích složil v roce 1525 vazalskou přísahu polskému králi.

### Řád po roce 1525
Po sekularizaci území pruského státu bylo sídlo řádu přeloženo do Mergentheimu v německém Württembersku. Velmistr Albrecht Braniborský byl pokládán za zrádce a byl zvolen nový velmistr Walter von Cronberg, který byl roku 1527 potvrzen císařem Karlem V. Během probíhající reformace ztratil řád majetky i v dalších protestantských zemích. V roce 1585 byl do řádu přijat rakouský arcivévoda Maxmilián a stal se jeho hlavou. Tím se stal řád nástrojem politiky Habsburků. Mezi velmistry řádu patřilo až do první světové války mnoho příslušníků habsburské dynastie. Velké škody na majetku řádu způsobila třicetiletá válka.
V Nizozemsku se Utrechtská bailiva vydala vlastní cestou, když v roce 1637 přijala reformaci a přerušila spojení s katolickým řádem. Většina nizozemských řádových rytířů přestoupila na protestantství, po čemž záhy následoval výrazný proces zesvětšťování, například zrušení zákazu svazků manželství. Tato organizace vystupuje do dnešních dnů jako samostatný protestantský řád věnující se charitativní činnosti. Řád je nejdéle působící charitativní organizací v Nizozemsku. Nejvyšším představitelem bailivy je zemský komtur.
Na konci 17. století se katoličtí rytíři řádu účastnili osvobozování Uher od turecké nadvlády. V 18. století úpadek katolického řádu dále pokračoval a nábor nových bratří se snižoval.

### Řád řeholních kanovníků
Koncem 18. a začátkem 19. století ztratil řád velkou část majetku a pozemků, Napoleon v roce 1809 přikázal dokonce řád rozpustit. Roku 1834 dostal řád nová pravidla. Dále existoval výlučně jako špitální řád se sídlem ve Vídni. Vídeňský dům a kostel řádu se nachází nedaleko svatoštěpánského dómu v Singerstrasse a jsou přístupné návštěvníkům. Přístupná je také řádová klenotnice.

### Na českém území
Na moravské a slezské majetky Řádu německých rytířů uvalilo ministerstvo zemědělství v březnu roku 1919 nucenou správu. Jednalo se o panství:
- Panství Freudenthal-Hubertskirch-Karlsbrunn sestávající z hospodářských správ: Freudenthal (Bruntál), Altstadt (Staré Město), Kotzendorf (Moravský Kočov) a lesních správ: Freudenthal (Bruntál), Tiergarten (Obora), Hubertskirch (Hubertov), Kleinmohrau (Malá Morávka), Dürrseifen (Suchá Rudná), Wiedergrün (Podlesí), Würbenthal (Vrbno pod Pradědem), Karlsthal (Karlovice). K velkostatku patřila průmyslová výroba s pivovarem, lihovarem, pilou, hutí a také lázně. Celková rozloha činila 12 052 ha.[2]

- Panství Štítina (Stettin), Hrabyně (Hrabin), Dvořisko (Oppahof), Smolkov (Smolkau), Sucholazec a Kravařov (Hadrunek) ve Slezsku. Sestávalo z hospodářských správ: Štítina, Hadruněk, Smolkov, Hrabyně a z lesní správy: Hrabyně. K panství patřil pivovar a mlýn. Celková výměra činila 1 816 ha.[2]

- Panství Opava ve Slezsku s hospodářskou správou Opavě o celkové výměře 236 ha.[2]

- Panství Bouzov (Busau) na Moravě, sestávající z hospodářských správ: Bouzov, Podolí, Červená Lhota a lesní správy v Bouzově a cihelny s pilou. Celková výměra činila 2 808 ha.[2]

- Panství Dlouhá Loučka (Ober Langendorf) na Moravě, sestávající z hospodářských správ: Oberhof (Horní dvůr) a Mittelhof (Prostřední dvůr), Aichen a Niederhof (Dolní dvůr) a z lesních správ: Dlouhá Loučka, Zechitz, Lobnig, Paseky, Friedland a jedné pily o celkové výměře 72,98 ha.[2]

Zničující dopad na řád měl nástup nacismu. Řád patřil mezi jeho skalní odpůrce a trpěl rozsáhlým pronásledováním.[zdroj?] V Československu na konci třicátých let poskytli němečtí rytíři zdarma některé své pozemky a objekty ve slezském pohraničí (v okolí Hrabyně) k obranným účelům a také půjčili státu peníze na výstavbu československého pohraničního opevnění. [zdroj?] Německé okupační orgány ihned po převzetí moci nad protektorátem (v pohraničí již dříve) nejdříve uvalily nucenou správu na majetek řádu a poté jej zkonfiskovaly. Po propuknutí druhé světové války byl řád krutě pronásledován, řada jeho členů (zejména mužské větve) byla nacisty vězněna, popravena nebo zavražděna a řádový majetek byl nacisty konfiskován všude, kde pro ně byl k dosažení.[zdroj?]

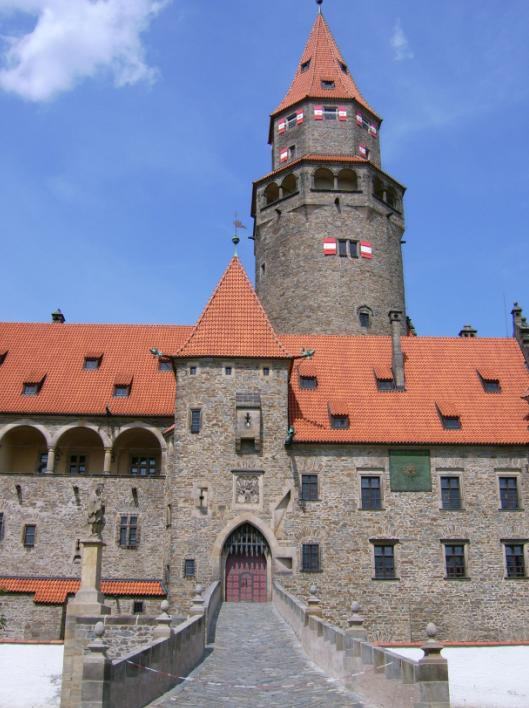
Hrad Bouzov

V zemích, které se po druhé světové válce ocitly pod nadvládou komunismu, pak následovalo po nacistickém pronásledování i pronásledování ze strany komunistů. Ačkoliv nešlo o německou, ale nadnárodní, protinacisticky zaměřenou a nacisty pronásledovanou organizaci[zdroj?], československé ministerstvo zemědělství v roce 1946 vyhlásilo konfiskaci majetku řádu podle Benešových dekretů a provedlo ji, ačkoliv mu to zakazovalo hned několik nařízení vlády.[zdroj?] V roce 1948 Nejvyšší správní soud v Praze konfiskace prohlásil za neodůvodněné a nezákonné a vydal rozhodnutí, podle kterého náleží konfiskovaný majetek stále řádu. Komunistický převrat ale znemožnil převzetí majetku řádem a komunistické úřady poté vyhnaly všechny rytíře německého původu ze země. Po pádu komunismu od roku 1990 podal řád množství žalob o navrácení v Česku zabaveného majetku, k českým a nakonec i mezinárodním soudům. Žádný soud ani mezinárodní, ale nároky na vrácení majetků řádu neuznal, vyvlastnění majetků řádu v Česku tedy proběhlo podle práva, byť s jednou výjimkou.
Po dokončení odsunu v roce 1949 působili v Československu jen dva rytíři-řeholníci. Řád byl v průběhu komunistického režimu krutě pronásledován, řeholníci a někteří familiáři řádu, jakož i sestry, byli nezákonně internováni, v některých případech pak odsouzeni ve vykonstruovaných procesech a vězněni.[zdroj?] Sestra Marie Helena Knajblová na následky věznění zemřela.[zdroj?] Činnost řádu byla zcela znemožněna.

### Obnovená činnost řádu vČesku
Po sametové revoluci řád v Československu obnovil svoji činnost, jeho zdejší vedení, tedy provinciál i představená provincie, sídlí v Opavě. Obě větve řádu, jak mužská, tak ženská, existují v České republice jako české provincie. Ženská větev má název Milosrdné sestry Panny Marie Jeruzalémské.
V českém prostředí řád užívá oficiální názvy „Německý řád“ (od roku 1929). Obecně je znám pod názvy Řád německých rytířů, Německý řád, Bratři německého řádu Panny Marie Jeruzalémské.
Ve své činnosti v Česku se Německý řád zaměřuje na provoz a podporu zdravotnických a sociálních zařízení a na charitativní oblast. Vypomáhá také v duchovní správě. Velká pozornost je věnována rozsáhlým majetkoprávním sporům s Českou republikou o majetek řádu zkonfiskovaný v roce 1946 Československem, z nichž největší vášně vzbuzuje spor o hrad Bouzov. V listopadu 2007 řád převzal Moravské reálné gymnázium, z něhož hodlá pod jménem Církevní gymnázium Německého řádu vybudovat prestižní vzdělávací instituci s vazbami na německé, rakouské a italské univerzity.

## Kontroverze
Jak německá, tak i polská historiografie měla v minulosti značné potíže zhodnotit působení tohoto řádu z neutrálního stanoviska. Zatímco polská historiografie tíhla k výrokům, že vláda Řádu znamenala útisk a kolonizaci polských území, německá historiografie často mínila, že odstoupením řádových zemí Polsku došlo ke zradě a vydání německých území a obyvatel pod cizí nadvládu. Z dnešního hlediska lze však říci, že se nejednalo o národní či národnostní střetnutí mezi Němci a Slovany,[zdroj?] ale o konflikty mezi konkurujícími lokálními mocnostmi své doby, které chtěly expandovat a udržet si moc.

## Heraldika

Znak velmistra Řádu německých rytířů

Znakem řádu je na stříbrném poli černý heroldský kříž. Obdobně jako i u jiných řádů byl tvar černého kříže často měněn. Černý heroldský kříž, přes nějž je položen zlatý liliový kříž se zlatým srdečním štítkem, na němž je černá orlice s červeným perizoniem a zbrojí, byl výhradně znakem velmistra řádu.
Později byl používán jako železný kříž, vojenské vyznamenání Prusku. Nakonec ho převzala i německá armáda za první a druhé světové války a nacistické letecké síly Luftwaffe.